# Vilches
Vilches település Spanyolországban, Jaén tartományban. Vilches Aldeaquemada, Navas de San Juan, Arquillos, Úbeda, Rus, Ibros, Linares, Carboneros, La Carolina és Santa Elena községekkel határos. Lakosainak száma 4190 fő (2024).

## Népesség
A település népessége az elmúlt években az alábbi módon változott:
| Lakosok száma | 4989 | 4946 | 5005 | 4938 | 4831 | 4724 | 4567 | 4436 | 4317 | 4190 |
|               | 2001 | 2004 | 2007 | 2009 | 2012 | 2014 | 2017 | 2019 | 2022 | 2024 |